# DuMont Television Network
A DuMont Television Network foi a primeira rede de televisão comercial do mundo, iniciando suas operações nos Estados Unidos em 1946 e encerrando-as em 1956.